# Irakli Aptsiauri

a Compétitions nationales et continentales officielles uniquement.

b Matchs officiels uniquement.
Dernière mise à jour le 25 mars 2025.
Irakli Aptsiauri, né le 23 février 2003 à Tbilissi, est un joueur international géorgien de rugby à XV qui évolue au poste de pilier.

## Biographie
Irakli Aptsiauri s'engage au centre de formation du FC Grenoble en 2021 en provenance des Lelo Saracens.
En février 2022, à seulement 18 ans il dispute son premier match en professionnel avec le FC Grenoble.
En mars 2022, il signe son premier contrat espoir au FCG pour deux saisons.
Durant la saison 2022-2023, son club termine à la deuxième place de la phase régulière du championnat et se qualifie jusqu'en finale où il affronte Oyonnax. Pour ce match, Irakli Aptsiauri est titulaire mais le FC Grenoble s'incline sur le score de 14 à 3.
Grenoble s'incline ensuite dans le barrage d'accession le 3 juin 2023 contre l'équipe de Top 14 de Perpignan où Irakli Aptsiauri est encore une fois titulaire.
Il dispute le Championnat du monde junior 2023 en Afrique du Sud avec ses coéquipiers grenoblois Giorgi Mamaiashvili et Guram Ganiashvili.
Le 26 septembre, il est appelé pour rejoindre l'Équipe de Géorgie à la Coupe du monde 2023 où il remplace Luka Japaridze forfait. Il dispute alors ses deux premiers matchs internationaux face aux Fidji et au pays de Galles .
En 2023-2024, il est avec son club encore finaliste de Pro D2 et affronte cette fois le RC Vannes. Comme l'année précédente, les Grenoblois sont battus aux portes du Top 14, sur le score de 16 à 9.
En barrage pour la montée en première division, le FC Grenoble fait face au Montpellier HR. Aptsiauri débute la rencontre.
Cependant, pour la deuxième année consécutive, son club rate la montée lors du barrage défait à trois minutes de la fin 18-20.
Il s'agit alors du dernier match d'Irakli Aptsiauri dans son club formateur.

## Palmarès

### En club
- Finaliste du Championnat de France de 2e division en 2023 et 2024 avec le FC Grenoble.
- Finaliste de la Challenge Cup en 2025 avec le Lyon OU.

### En sélection nationale
- Vainqueur du Championnat d'Europe en 2024 et 2025.